# Чуперчень (комуна, Телеорман)
Чуперчень, Чуперчені (рум. Ciuperceni) — комуна у повіті Телеорман в Румунії. До складу комуни входять такі села (дані про населення за 2002 рік):
- Пояна (818 осіб)
- Чуперчень (1105 осіб)

Комуна розташована на відстані 120 км на південний захід від Бухареста, 40 км на південний захід від Александрії, 109 км на південний схід від Крайови.

## Населення
За даними перепису населення 2002 року у комуні проживали 1923 особи.
Національний склад населення комуни:
| Національність | Кількість осіб | Відсоток |
| -------------- | -------------- | -------- |
| румуни         | 1899           | 98,8%    |
| цигани         | 24             | 1,2%     |

Рідною мовою назвали:
| Мова      | Кількість осіб | Відсоток |
| --------- | -------------- | -------- |
| румунська | 1920           | 99,8%    |
| циганська | 3              | 0,2%     |

Склад населення комуни за віросповіданням:
| Релігія       | Кількість осіб | Відсоток |
| ------------- | -------------- | -------- |
| православні   | 1908           | 99,2%    |
| адвентисти    | 14             | 0,7%     |
| римо-католики | 1              | 0,1%     |

## Зовнішні посилання
- Дані про комуну Чуперчень на сайті Ghidul Primăriilor